# Holdrege
La ville de Holdrege est le siège du comté de Phelps, dans l’État du Nebraska, aux États-Unis. Lors du recensement de 2000, elle comptait 5 636 habitants.

## Personnalité
Gary Anderson, double champion olympique de tir (carabine trois positions à 300 mètres), est né à Holdrege en 1939.